# Campionato belga di calcio a 5
Il Campionato belga di calcio a 5 è la massima competizione belga di calcio a 5 organizzata dalla Union Royale Belge des Sociétés de Football-Association (URBSFA-KBVB).

## Storia
Il primo campionato belga fu organizzato nel 1968 dall'Association Belge de Football en Salle (ABFS), associazione tuttora attiva sotto l'egida dell'AMF. Solamente all'inizio degli anni 1990 la Federazione calcistica del Belgio iniziò a promuovere il proprio campionato nazionale secondo le regole della FIFA. Hasselt e ZVK Ford Genk si sono contesi i titoli negli anni 1990 al termine dei quali una nuova grande realtà si è profilata, quella dell'Action 21 vincitrice di 10 titoli tra il 2000 e il 2010, dei quali 7 consecutivi (2000-2006).

## Albo d'oro
- 1991-92:  Hasselt (1)
- 1992-93:  Hasselt (2)
- 1993-94:  Hasselt (3)
- 1994-95:  Sint-Truiden (1)
- 1995-96:  Ford Genk (1)
- 1996-97:  Ford Genk (2)
- 1997-98:  Ford Genk (3)
- 1998-99:  Sint-Truiden (2)
- 1999-00:  Action 21 (1)
- 2000-01:  Action 21 (2)

- 2001-02:  Action 21 (3)
- 2002-03:  Action 21 (4)
- 2003-04:  Action 21 (5)
- 2004-05:  Action 21 (6)
- 2005-06:  Action 21 (7)
- 2006-07:  Forcom Anversa (1)
- 2007-08:  Action 21 (8)
- 2008-09:  Action 21 (9)
- 2009-10:  Action 21 (10)
- 2010-11:  Châtelineau (1)

- 2011-12:  FT Anversa (1)
- 2012-13:  Châtelineau (2)
- 2013-14:  Châtelineau (3)
- 2014-15:  Halle-Gooik (1)
- 2015-16:  Halle-Gooik (2)
- 2016-17:  Halle-Gooik (3)
- 2017-18:  Halle-Gooik (4)
- 2018-19:  Halle-Gooik (5)
- 2019-20:  Charleroi (4)[1]
- 2020-21: Non assegnato[2]

- 2021-22:  Halle-Gooik (6)
- 2022-23:  Anderlecht (7)
- 2023-24:  Anderlecht (8)

## Supercoppa

### Partite
| Stagione | Vincitore         | Finalista         |
| -------- | ----------------- | ----------------- |
| 1990     | Ford Genk         | Hoeselt           |
| 1991     | Mannschaft Bilzen | Hasselt           |
| 1992     | Hasselt           | Union Ougrée      |
| 1993     | Hasselt           | Ter Linde         |
| 1994     | non disputata     | non disputata     |
| 1995     | Ford Genk         | Union Ougrée      |
| 1996     | non disputata     | non disputata     |
| 1997     | Ford Genk         | Eisden            |
| 1998     | Sint-Truiden      | ONU Seraing       |
| 1999     | Action 21         | TL Ranst          |
| 2000     | Action 21         | Berchem           |
| 2001     | Action 21         | Kickers Charleroi |
| 2002     | Action 21         | TLR Anversa       |
| 2003     | Action 21         | TLR Anversa       |
| 2004     | Action 21         | JBMB Morlanwelz   |
| 2005     | Action 21         | MB Morlanwelz     |
| 2006     | Forcom Anversa    | Action 21         |
| 2007     | Action 21         | C80 Malle         |
| 2008     | FT Anversa        | Action 21         |
| 2009     | MB Morlanwelz     | Action 21         |
| 2010     | Action 21         | Hasselt           |
| 2011     | FT Anversa        | Châtelineau       |
| 2012     | Châtelineau       | FT Anversa        |
| 2013     | Châtelineau       | C80 Malle         |
| 2014     | Halle-Gooik       | FT Anversa        |
| 2015     | FT Anversa        | Halle-Gooik       |
| 2016     | Halle-Gooik       | FT Anversa        |
| 2017     | Halle-Gooik       | FT Anversa        |
| 2018     | Halle-Gooik       | Proost Lierse     |
| 2019     | FT Anversa        | Halle-Gooik       |

### Albo d'oro
| Titoli | Squadra           | Anni                                                 |
| ------ | ----------------- | ---------------------------------------------------- |
| 9      | Action 21         | 1999, 2000, 2001, 2002, 2003, 2004, 2005, 2006, 2010 |
| 4      | FT Anversa        | 2008, 2011, 2015, 2019                               |
| 4      | Halle-Gooik       | 2014, 2016, 2017, 2018                               |
| 3      | Ford Genk         | 1990, 1995, 1997                                     |
| 2      | Hasselt           | 1992, 1993                                           |
| 2      | Châtelineau       | 2012, 2013                                           |
| 1      | Mannschaft Bilzen | 1991                                                 |
| 1      | Sint-Truiden      | 1998                                                 |
| 1      | Forcom Anversa    | 2006                                                 |
| 1      | MB Morlanwelz     | 2009                                                 |